# Tentbed
Een tentbed is een medisch hulpmiddel in de vorm van een speciaal bed dat tot doel heeft de veiligheid en rust van patiënten te bevorderen. Het gaat dan vooral om mensen met cognitieve stoornissen waaronder dementie, delier of hersenletsel.
Een tentbed is rondom en aan de bovenkant omringd door een zachte, luchtdoorlatende gaasstructuur die aan het bed wordt bevestigd en volledig kan worden afgesloten met ritssluitingen. Dit voorkomt dat de patiënt zelfstandig uit bed kan stappen, wat het risico op vallen of dwalen minimaliseert.

## Benamingen
Het tentbed is ook bekend als anti-fixatiebed of Poseybed (naar een leverancier). Wordt specifiek naar de opbouw verwezen, dan zijn ook de termen bedtent en (anti-)fixatietent in gebruik.

## Doel en gebruik
Het tentbed wordt ingezet als alternatief voor traditionele fixatiemethoden zoals polsbanden, enkelbanden of bedhekken. Het wordt beschouwd als een minder ingrijpende vrijheidsbeperkende maatregel. Het biedt een beschermde omgeving waarin patiënten vrij kunnen bewegen zonder zichzelf of anderen te schaden.
Indicaties voor het gebruik van een tentbed zijn onder meer:
- Valpreventie bij onrustige, gedesoriënteerde of impulsieve patiënten of mensen met chorea.[1][2][5][9]
- Rust bieden aan mensen met dementie, delier, hersenletsel of psychische aandoeningen.[1][2][6]
- Situaties waarin traditionele fixatiemethoden ongepast of schadelijk zijn.[3][5][10]

Contra-indicaties zijn onder andere claustrofobie, agressief gedrag in het bed en de aanwezigheid van meerdere medische lijnen of infusen die moeilijk toegankelijk zijn.

### Voordelen
Het tentbed kan geborgenheid creëren en prikkels filteren, wat helpt om onrust te verminderen. Bij sommige patiënten, zoals ouderen met dementie, is waargenomen dat het bed een kalmerend effect heeft. Dit gevoel van veiligheid kan associaties oproepen met positieve ervaringen zoals kamperen. Daarnaast wordt het bed ingezet als onderdeel van valpreventieprogramma’s in ziekenhuizen, verpleeghuizen en bejaardenhuizen, waar het kan bijdragen aan een afname van valincidenten.

### Nadelen en risico's
Hoewel het tentbed voordelen biedt, zijn er ook nadelen. Zo kan onjuist gebruik leiden tot complicaties. Een voorbeeld is het gebruik van ongeschikte matrassen of een gebrek aan instructies voor zorgpersoneel, wat in enkele gevallen heeft geleid tot ernstige incidenten. Ook is het soms moeilijk om een patiënt uit het tentbed te halen bij noodsituaties, zoals een reanimatie. Verder wordt de dagelijkse verzorging bemoeilijkt doordat het beddengoed en de patiënt moeilijker bereikbaar zijn en doordat tentbedden en tilliften niet altijd samengaan.
Bovendien blijft het bed een vrijheidsbeperkende maatregel, wat betekent dat het gebruik ervan – in ieder geval in Nederland – onderworpen is aan strikte regelgeving en dat er toestemming van de patiënt of diens familie vereist is.

## Gebruik in de praktijk
Nederlandse onderzoekers betitelden het tentbed in 2015 in het Nederlands Tijdschrift voor Geneeskunde als een nieuwe techniek. Zij onderzochten de ervaringen met het tentbed vanaf het voorjaar van 2012. In oktober 2015, toen bij het AZ Delta in Roeselare de eerste tests in België van start gingen, waren er in Nederland inmiddels zo’n 300 tentbedden in gebruik.
Het tentbed werd aanvankelijk ingezet als onderdeel van het beleid om andere fysieke dwangmaatregelen te kunnen verminderen. Zowel bij patiënten als zorgverleners werden positieve resultaten geboekt. In 2024 constateerde het televisieprogramma Nieuwsuur echter ook een toenemend gebruik in Nederland van het tentbed in situaties waar andere mogelijkheden beschikbaar waren. Door een gebrek aan alternatieve zorgstrategieën of door personeelstekort verbleven patiënten in tentbedden voor wie zo'n vrijheidsbeperkende maatregel niet nodig was.

### Alternatieven
Er zijn diverse alternatieven die minder beperkend zijn. Bij de indicatie valrisico kan het voldoende zijn om een matras voor het bed te leggen om de patiënt op te vangen. Een andere mogelijkheid is dan het vensterbed, een bed dat niet volledig afgesloten wordt, maar alleen hoge zijkanten heeft, met vensters om naar buiten te kijken. Bij onrust kunnen bewegingssensors het personeel inseinen en eventueel een elektronisch deurslot activeren.

## Onderzoek en toekomst
Het Nederlands Tijdschrift voor Geneeskunde beschreef het tentbed in 2015 als een nieuwe techniek, waarvan men verwachtte dat het een praktisch alternatief kon worden voor patiëntonvriendelijke fixatiemiddelen zoals de Zweedse band. Ook kon het bijdragen aan een afname van rustgevende medicatie bij patiënten met probleemgedrag. Wel werd aanvullend onderzoek aanbevolen. In 2021 concludeerde het tijdschrift in een vervolgartikel dat er in de tussentijd nog nauwelijks onderzoek was verricht naar de effectiviteit, zoals kosteneffectiviteit, kwaliteit van leven en langetermijneffecten.
Naar aanleiding van het onderzoek van Nieuwsuur in 2024 verzocht Vicky Maeijer, staatssecretaris van Langdurige Zorg, de Inspectie Gezondheidszorg en Jeugd (IGJ) om onderzoek te doen naar de toegenomen inzet van tentbedden in ziekenhuizen.